# Amondans
Amondans è un comune francese di 98 abitanti situato nel dipartimento del Doubs, nella regione della Borgogna-Franca Contea.

## Società

### Evoluzione demografica
Abitanti censiti